# Kastell Hunzel
Das Kastell Hunzel ist ein ehemaliger römischer Garnisonsort am Obergermanischen Limes, der seit 2005 den Status eines UNESCO-Weltkulturerbes besitzt. Das für einen Numerus ausgelegte Lager befindet sich heute als Bodendenkmal außerhalb des Siedlungsgebietes von Hunzel (Verbandsgemeinde Nastätten), einer Ortsgemeinde im rheinland-pfälzischen Rhein-Lahn-Kreis.

## Lage

Lage des Kastells
zur Zeit der Ausgrabungen (1896)

Das ehemalige Kastell Hunzel befindet sich auf den heute landwirtschaftlich genutzten Flächen etwa 750 m westlich des Ortskerns von Hunzel in rund 207 m Höhe. Die Entfernung zwischen dem Kastell und der eigentlichen, nördlich des Lagers verlaufenden Limeslinie beträgt rund 165 m. Dazwischen beginnt mit den so genannten „Engwiesen“ ein sanft abfallendes Seitental, das der Hunzelbach bildet, der weiter in östliche Richtung auf das Tal des Mühlbachs zuläuft. Von dem Kastell Marienfels (ORL 5a), das es in der Mitte des 2. Jahrhunderts ersetzte, liegt das Lager etwa 1,3 km nordöstlich entfernt.

## Forschungsgeschichte
Das Kastell Hunzel wurde 1896 von Robert Bodewig, dem örtlichen Streckenkommissar der Reichs-Limeskommission archäologisch ausgegraben. Die Ausgrabungen wurden durch die starke Nässe des Bodens im nördlichen Teil des Lagers beeinträchtigt, zudem waren die Befunde im Inneren des Kastells durch Überpflügung des Geländes zur Zeit der Grabung bereits stark gestört.
Eine kleinere Nachuntersuchung konnte 1992 im Zusammenhang mit Kanalbaumaßnahmen vorgenommen werden.

## Befunde

Kastellgrundriss und Geländeprofile nach den Befunden der RLK (1896)

Lageplan des Kastells und der benachbarten Wachtürme

### Kastell
Es handelt sich bei dem Militärlager von Hunzel um ein annähernd rechteckiges Steinkastell. Die Länge seiner Prätorialfront betrug 84,50 m, die seiner Rückfront 83,50 m. Auf den Prinzipalseiten waren die Ungleichheiten mit 89,20 m auf der Rechten und 89,00 m auf der Linken noch geringer ausgeprägt. Insgesamt bedeckte es somit eine Fläche von annähernd 7500 m² (0,75 ha). Das Lager war von einer durchschnittlich 1,20 m starken Wehrmauer umgeben, deren Steine mit Kalkmörtel gemauert waren. Die abgerundeten Ecken der Umwehrung waren nicht mit Türmen versehen. Vor der Mauer befand sich – nach einer etwa einen Meter breiten Berme – ein vier Meter breiter und 1,37 m tiefer Spitzgraben. Die insgesamt viertorige Fortifikation war mit ihrer Porta praetoria (vorderes Tor, Haupttor) nach Nordosten, zum Limes hin ausgerichtet. Die porta Praetoria, die Porta principalis dextra (rechtes Seitentor) und die Porta principalis sinistra (linkes Seitentor) waren von je zwei Wehrtürmen flankiert, die Porta decumana (rückwärtiges Tor) hingegen besaß keine Türme.
Von der Innenbebauung konnten die Via Principalis (die beiden Seitentore verbindende Lagerstraße) und zwei Gebäude nachgewiesen werden. Das zentrale Stabsgebäude des Lagers, die Principia, waren in weiten Bereichen erhalten. Die Principia waren ein insgesamt 27,40 m mal 19,75 m großes Steingebäude, dessen Außenmauern 60 m und dessen Zwischenmauern 50 cm stark waren.
Von der Vorderseite (NO) her gelangte man durch zwei Querhallen in ein zentrales Atrium. Atrium und Querhallen wurden zu beiden Seiten von zwei Längshallen flankiert. Auf diesen Teil des Gebäudekomplexes folgte ein Hof. Den rückwärtigen Abschluss der Anlage schließlich bildete eine fünfräumige Raumflucht. Der mittlere dieser fünf Räume, das Fahnenheiligtum (Aedes), besaß eine 1,50 m aus der Mauer herausspringende, halbkreisförmige Apsis. Von dem zweiten Steingebäude, das nahe der Porta decumana lag, konnte nur eine sieben Meter lange und 80 cm breite Mauer nachgewiesen werden. Dieser Befund wurde als Speichergebäude (Horreum) interpretiert.

### Vicus
Der Kastellvicus konnte nur aufgrund einiger Streufunde südöstlich der Porta decumana auf eine Länge von etwa 100 m einigermaßen lokalisiert werden. Die Kastellthermen wurden vergeblich gesucht, die RLK ging seinerzeit davon aus, dass von der Besatzung der Hunzeler Fortifikation die Thermen des aufgelassenen Kastells Marienfels weiter genutzt worden waren.

### Datierung und Belegung
Das Kastell Hunzel wurde um die Mitte des 2. nachchristlichen Jahrhunderts errichtet. Es ersetzte das nur rund 1,3 km südwestlich entfernt liegende Kastell Marienfels und existierte bis um die Mitte des 3. Jahrhunderts.
Details über die Besatzung des Lagers, einen Numerus, sind nicht bekannt.

## Limesverlauf zwischen dem Kastell Hunzel und dem Kleinkastell Pohl
Vom Kastell Hunzel aus zieht der Limes in östliche Richtung bis zum folgenden Kleinkastell Pohl. Dabei passiert er zunächst den Bereich des heutigen Ortskerns der Gemeinde Hunzel und läuft anschließend durch landwirtschaftlich genutztes sowie durch Waldgelände. Im Waldgebiet ist er hervorragend erhalten, auf den Landwirtschaftsflächen weitgehend verschwunden. Auf seinem Weg nach Pohl steigt er kontinuierlich um insgesamt fast 70 Höhenmeter an.
Spuren der Limesbauwerke zwischen dem Kastell Hunzel und dem Kleinkastell Pohl:
| ORL     | Name/Ort                | Beschreibung/Zustand |
| ORL 5   | Kastell Hunzel          | siehe oben |
| Wp 2/19 | „Auf dem Hinterfeld“    | Die Turmstelle konnte von Ernst Fabricius, der im Jahr 1900 hier als Streckenkommissar die Grabungen der Reichs-Limeskommission leitete, nur noch anhand einer hohen Fund- und Brandschuttkonzentration einigermaßen bestimmt werden. Da auch der Limesgraben in diesem Bereich nicht mehr sonderlich ausgeprägt erhalten ist (3,50 m Breite bei 1,05 m Tiefe), kann davon ausgegangen werden, dass der Turm durch intensive Beackerung oder Abschwemmung des Geländes im Laufe der Jahrhunderte abgetragen worden ist. |
| Wp 2/20 | „Auf dem Billscheskopf“ | Auf einer etwa 100 m von Hunzel entfernt gelegenen Kuppe wurden 1898 die Reste eines Steinturms festgestellt. Der quadratische Turm hatte eine Seitenlänge von 4,23 m. Er befand sich 5,50 m bis 5,80 m von der Mitte des Limesgrabens entfernt. Vor dem Turm war der Graben unterbrochen, nicht jedoch die Limespalisade. Einen vermuteten Holzturm konnte man auch bei einer zweiten Grabung im Jahre 1900 nicht nachweisen. Heute ist in dem Gelände nichts mehr zu erkennen. |
| Wp 2/21 | „Am Landgraben“         | An der Turmstelle von Wp 2/21, die schon bei August von Cohausen (1884) Erwähnung gefunden hatte, konnte Fabricius 1898 einen Steinturm und zwei Holztürme nachweisen. Der quadratische Steinturm besaß eine Seitenlänge von rund 4,50 m und 80 cm mächtige Mauern. Er war von einem rechteckförmig verlaufenden Graben umgeben, dessen größte Breite mit 1,50 m und dessen maximale Tiefe mit 60 cm ermittelt wurden. An der dem Limesgraben zugewandten, nördlichen Seite war der Drainagegraben unterbrochen, an seiner südöstlichen Ecke begann ein Abflussgraben. Die beiden Holztürme befanden sich auf ein und derselben, etwa 8,50 m durchmessenden Plattform, die von einem inneren und einem äußeren Ringgraben umgeben war. Der Durchmesser des inneren Grabens betrug etwa 12 Meter (bei einer Breite von 3,30 m), der des äußeren Grabens belief sich auf rund 19 Meter (bei einer Breite von 2,50 m). Nur der innere Ringgraben wies an seiner nördlichen Seite eine Unterbrechung auf. In die Plattform waren die Pfostensetzungen der beiden Holztürme eingetieft. Die Pfosten des inneren Turms waren 30 cm stark, ihr Abstand voneinander betrug 2,61 m. Die Pfosten des äußeren Turms lagen bei einer Pfostenstärke von 33 cm mal 35 cm 4,92 m voneinander entfernt. Die Befunde zeigten eindeutig, dass es sich bei dem inneren um den älteren der Türme handelte, der durch ein Feuer zerstört worden war. Wall und Graben des Limes verliefen unmittelbar nördlich der Turmstelle, wobei die Ringgräben der Holzturmstelle vom Wall überschnitten wurden. Sowohl der Wall als auch der große Graben, nicht jedoch der Palisadengraben, wiesen unmittelbar nordwestlich der Steinturmstelle eine schmale Unterbrechung auf. Die Turmstelle ist noch heute im Gelände ausfindig zu machen. |
| Wp 2/22 |                         | Quadratischer Steinturm mit einer Seitenlänge von 5,40 m und einer Mauerstärke von 85 cm. Der Turm befand sich 32 m von der Sohlenmitte des großen Grabens entfernt, der an dieser Stelle 5,80 m breit und 1,60 m tief war. Der Graben wies in diesem Bereich keine Unterbrechung auf. Ein älterer Holzturm konnte nicht festgestellt werden. Heute ist im Gelände nichts mehr zu erkennen. |
| Wp 2/23 |                         | Vermutete, aber nicht sicher nachgewiesene Turmstelle in unmittelbarer Nähe des Kleinkastells Pohl. |
| KK      | Kleinkastell Pohl       | siehe Hauptartikel Kleinkastell Pohl |

## Denkmalschutz
Das Kastell Hunzel und die erwähnten Bodendenkmale sind als Abschnitt des Obergermanisch-Rätischen Limes seit 2005 Teil des UNESCO-Welterbes. Außerdem sind die Anlagen Kulturdenkmale nach dem Denkmalschutz- und -pflegegesetz (DSchG) des Landes Rheinland-Pfalz. Nachforschungen und gezieltes Sammeln von Funden sind genehmigungspflichtig, Zufallsfunde an die Denkmalbehörden zu melden.